# AWO Bezirksverband Niederrhein
Der Arbeiterwohlfahrt (AWO) Bezirksverband Niederrhein ist ein eingetragener Verein mit Sitz in der nordrhein-westfälischen Landeshauptstadt Düsseldorf und ein sozialpolitisch aktiver Spitzenverband der Freien Wohlfahrtspflege. Gegründet wurde der Verband als „Bezirksausschuß für Arbeiterwohlfahrt“ am 1. November 1921 in Duisburg. Zwischen 1933 und 1945 von den Nationalsozialisten verboten, erfolgte die offizielle Wiedergründung durch Eintrag ins Vereinsregister am 12. Oktober 1948.
Gemeinsam mit den AWO Bezirksverbänden Mittelrhein, Ostwestfalen-Lippe und Westliches Westfalen bildet er die Landesarbeitsgemeinschaft AWO NRW.

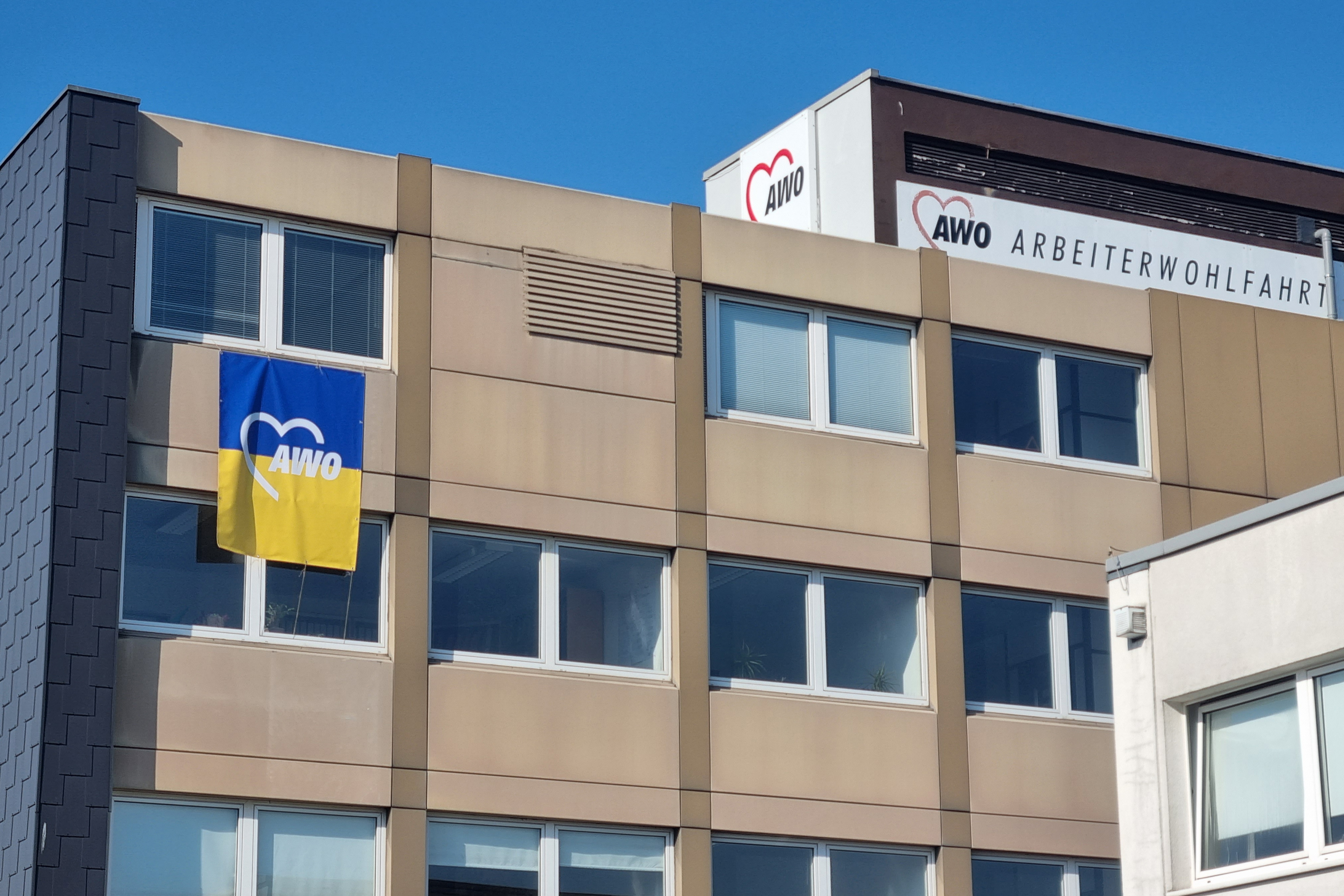
Sitz des AWO Bezirksverband Niederrhein in Essen.

## Geschichte

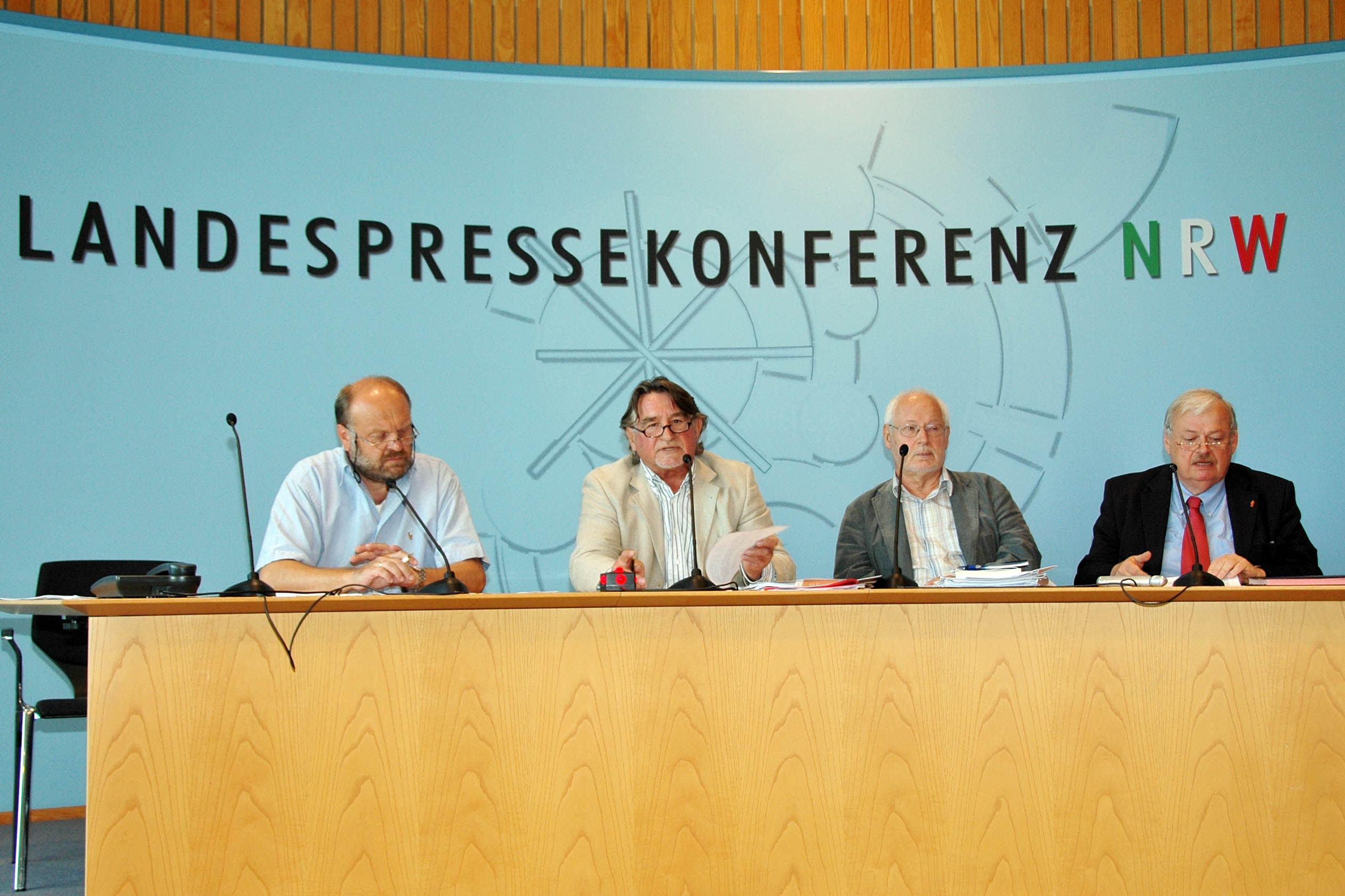
In seiner Funktion als Vorsitzender der LAG AWO NRW stellte der niederrheinische AWO Bezirksvorsitzende Gunder Heimlich (2.v.l.) gemeinsam mit Dieter Greese, Vorsitzender Deutscher Kinderschutzbund NRW (3. v.l.) und Guntram Schneider, Vorsitzender DGB NRW (rechts) im August 2009 das Memorandum Kinderarmut auf der Landespressekonferenz vor.

„(...)  in Duisburg fanden sich am 1. November 1921 eine große Anzahl von Genossen und Genossinnen des gesamten Bezirks Niederrhein zusammen.“

Die dort versammelten Delegierten kamen aus den 18 damals existierenden AWO-Ortsausschüssen der Region und hatten das gemeinsame Ziel, einen Bezirksausschuss für Arbeiterwohlfahrt und dadurch auch den „AWO Bezirksverband Niederrhein e. V.“ als seiner modernen Ausprägung zu gründen. Mit der einstimmigen Annahme der Satzung und der Wahl des Vorstandes wurde dieser Schritt dann nach ausführlicher Diskussion am 2. November 1921 erfolgreich vollzogen. Zum ersten Vorsitzenden wurde Ernst Dröner aus Elberfeld gewählt, erster Sitz des Ausschusses war ebenfalls in der Industriestadt an der Wupper. Satzungsgemäßer Zweck des Bezirksausschusses war es, die gesetzliche Regelung der Wohlfahrtspflege zu fördern, ihre sachgemäße Durchführung und ihren planmäßigen Ausbau im Bezirk Niederrhein in die Wege zu leiten (Satzung vom 2. November 1921 § 1).
Von 1933 bis 1945 war die AWO verboten und wurde enteignet. Mitglieder und Mitarbeiter wurden verfolgt, gingen in den Untergrund oder starben in Konzentrationslagern – wie der Bezirksvorsitzende Paul Gerlach im KZ Sachsenhausen. Nach dem Zweiten Weltkrieg wurde der Bezirksverband Niederrhein schnell wieder gegründet, jetzt als eigenständiger, eingetragener Verein mit Sitz in Düsseldorf. Die vorhandenen Strukturen nutzte auch der AWO Bundesverband zur Durchführung der Reichskonferenz 1949 in Solingen, in der Marie Juchacz zur Ehrenvorsitzenden gewählt wurde.
Für den AWO Bezirksverband Niederrhein stand unmittelbar nach dem Ende des Zweiten Weltkrieges zunächst die Koordination unmittelbarer Hilfe für die notleidende Bevölkerung im Vordergrund. Schon bald übernahm der Bezirksverband daher auch den Betrieb eigener Einrichtungen.
- Ab 1951 wurde etwa ein erster Kindergarten in Düsseldorf betrieben, der als Modelleinrichtung mit 12 Stunden Öffnungszeit konzipiert war, um insbesondere Alleinerziehende zu unterstützen.
- 1974 gründete sich das Bezirksjugendwerk der AWO Niederrhein als eigenständiger Kinder- und Jugendverband, um das demokratische Bewusstsein und die Eigenständigkeit von Kindern, Jugendlichen und jungen Erwachsenen zu fördern.
- Seit 1983[3] betreibt die AWO Niederrhein in Essen das Beratungszentrum „Lore-Agnes-Haus“ mit dem Ziel selbstverantwortliche Familienplanung zu unterstützen, bei Schwangerschaftskonflikten neutral zu beraten und zu allen Fragen der Sexualität aufzuklären.
- Am 1. Januar 1995 trat in Deutschland die Gesetzliche Pflegeversicherung in Kraft. Der damit verbundene Systemwechsel bei der Leistungserbringung von Pflegeleistungen veranlasste die AWO am Niederrhein die Kommission Pflegeversicherung mit dem Auftrag zu gründen, die Interessen ihrer Mitglieder gegenüber den Pflege- und Krankenkassen zu vertreten, die hohen Ansprüche der AWO an die Pflegequalität zu gewährleisten und als Kooperation der Träger von AWO-Pflegeeinrichtungen im Niederrhein als Spitzenverband gemeinsame Ziele zusammen durchzusetzen.
- Ab 2002 rückte vor dem Hintergrund stetig steigender Kinderarmut die Armutsprävention immer stärker in den Fokus des Bezirksverbandes. Gemeinsam mit der Stadt Monheim am Rhein und mehr als 60 Kooperationspartnern hat die AWO Niederrhein in Monheim das „Mo.Ki-Netzwerk“ zur Förderung von Familien und Kindern und damit einen zukunftsweisenden Ansatz zur Prävention von Kinderarmut und deren Folgen entwickelt[4].

Einen umfassenden Einblick in die Geschichte des AWO Bezirksverbands Niederrhein liefert das Buch Wertvoll seit 1921. Das ist unsere Geschichte, das anlässlich des Verbandsjubiläums im Jahr 2021 gefördert aus Mitteln der GlücksSpirale erstellt wurde.
Das umfassende Archiv des AWO Bezirksverbands Niederrhein kann seit Februar 2020 im Stadtarchiv Essen eingesehen werden.

## Struktur und Organisation
Den Bezirksverband bilden 23.000 Mitglieder in circa 160 Ortsvereinen, die in 16 rechtlich selbstständigen Kreisverbänden organisiert sind. Nach Mitgliedern ist die AWO Niederrhein bundesweit der zweitstärkste Bezirksverband innerhalb der Arbeiterwohlfahrt.
Circa 13.000 Menschen arbeiten in den Diensten und Einrichtungen des BZV Niederrhein und seiner Kreisverbände. Dazu zählen 450 Einrichtungen der Kinder- und Jugendhilfe, ungefähr 300 Angebote für ältere Menschen sowie zahlreiche Beratungsstellen und Bildungseinrichtungen für alle Altersgruppen. Mit seinen sozialen Diensten und Einrichtungen erreicht allein der AWO Bezirksverband nach eigenen Angaben täglich direkt mehr als 19.000 Kinder, 1.700 Menschen mit Behinderungen, über 6.000 Pflegebedürftige, wöchentlich 1.100 Menschen mit Zuwanderungsgeschichte, jährlich mehr als 10.000 Menschen mit den Beratungsangeboten zur Familienplanung und Sexualität und trägt mit 200 Freiwilligendienstleistenden zum gesellschaftlichen Zusammenhalt bei.
Mit seiner Bezirksgeschäftsstelle in Essen, 15 Kindertageseinrichtungen im Verbandsgebiet, als Träger von zwei offenen Ganztagsschulen in Monheim am Rhein, der Anlaufstelle Lore-Agnes-Haus für alle Fragen und Probleme rund um Sexualität, Familienplanung, Schwangerschaft und Schwangerschaftskonfliktberatung, dem Wohnverbund Hilden und seiner tagestrukturierenden Angebote, dem Willy-Könen-Bildungswerk mit seinen Standorten in Essen, Neuss und Solingen und Angeboten für „gelingende Integration“ wie der „Fachstelle für Schulung und Qualifizierung in der Flüchtlingsarbeit“, der „Migrationsberatung für erwachsene Zuwanderer“ beschäftigt der Bezirksverband selbst ca. 500 Mitarbeitende und wird von 100 Ehrenamtlichen unterstützt.

### Gesellschafter
Der Bezirksverband ist Alleingesellschafter der AWO Seniorendienste Niederrhein gGmbH.
Zudem ist der AWO Bezirksverband Niederrhein e. V. beteiligt an der:
- AWO gemeinnützige Bergische Kooperationsgesellschaft Remscheid Leverkusen Mettmann mbH
- awo lifebalance GmbH

### Bezirksjugendwerk
Das Bezirksjugendwerk ist der Kinder- und Jugendverband der AWO Niederrhein. Es steht allen Jungen und Mädchen sowie Erwachsenen zwischen sechs und 30 Jahren offen. Neben Kinder- und Jugendfreizeiten fördert das Bezirksjugendwerk der AWO Niederrhein nach eigenen Angaben besonders die demokratische Teilhabe von Kindern und Jugendlichen.

### Korporative Mitglieder
Vereinigungen mit sozialen Aufgaben können sich dem AWO Bezirksverband Niederrhein als korporatives Mitglied anschließen. Die AWO kann so die Basis ihrer eigenen Arbeit verbreitern, neue Aufgaben aufgreifen und Verbündete zur Durchsetzung ihrer sozial- und fachpolitischen Ziele gewinnen. Aktuell sind 15 Organisationen korporatives Mitglied beim AWO Bezirksverband Niederrhein e. V.:
- AWO gemeinnützige Bergische Kooperationsgesellschaft Remscheid Leverkusen Mettmann mbH
- AWO Seniorendienste Niederrhein gGmbH
- AWO Sozialstation gGmbH
- Big Sister e. V.
- esCor ASB – Betreuungsverein e. V.
- GFJ Gesellschaft für Jugendheime mbH
- Jugendfreunde Velbert e. V.
- Jugendheimstätten Niederrhein e. V.
- MALZ – Moerser Arbeitslosenzentrum e. V.
- Regenbogen Duisburg gGmbH
- Seniorendienste Stadt Hilden gGmbH
- Sozialverband Deutschland Landesverband NRW e. V.
- Stadtteil e. V.
- VKJ Verein für Kinder- und Jugendliche in sozialen Brennpunkten e. V.

### Vorsitzende
- 1919 – 1925: Ernst Dröner
- 1925 – 1933: Paul Gerlach
- 1946 – 1947: Hans Wingender
- 1947 – 1965: Willi Wolff
- 1965 – 1977: Willy Könen
- 1977 – 2007: Paul Saatkamp
- 2007 – 2011: Gunder Heimlich
- Seit 2011: Britta Altenkamp

### Geschäftsführung | Vorstände
- Unbekannt – 1954: Willy Könen
- 1954 – 1964: Berta Möller-Dostali
- 1965 – 1966: Erwin Borm
- 1966 – 1970: Wilhelm Urban
- 1969 – 1971: Karl-Hein Schade
- 1971 – 1992: Wolfgang Sauermilch
- 1992 – 2013: Erwin Knebel
- 2013 – 2019: Elke Hammer-Kunze | Jürgen Otto
- Seit 2020: Kerstin Hartmann | Jürgen Otto

Die Bezirkskonferenz der AWO Niederrhein beschließt im Jahr 2020 die Einführung eines Präsidiumsmodells und damit eine Umstrukturierung des Bezirksverbandes. Seit Oktober 2020 hat der AWO Bezirksverband Niederrhein so einen hauptamtlichen Vorstand und ein ehrenamtliches Präsidium.

## Einrichtungen und Dienste der AWO Bezirksverband Niederrhein e.V.

### Kindertageseinrichtungen
15 Kitas in Düsseldorf (seit 1951), Monheim am Rhein (seit 1969), Krefeld (seit 1993) und Duisburg (seit 2009)

### Offener Ganztag
- Grundschule am Lerchenweg in Monheim am Rhein (seit 2005)
- Hermann-Gmeiner-Schule in Monheim am Rhein (seit 2019)

### Bildung und Beratung
- Lore-Agnes-Haus in Essen (seit 1983)
- Willy-Könen-Bildungswerk an mehreren Standorten (seit 1982)

### Inklusion
- Fritz-von-Gehlen-Haus in Hilden (seit 1994)
- Fabrik Hilden (seit 2019)

### Seniorenzentren der AWO Seniorendienste Niederrhein gGmbH
12 Seniorenzentren in Velbert (seit 1961), Mönchengladbach (seit 1971), Neukirchen-Vluyn (seit 1971), Duisburg (seit 1974), Langenfeld (seit 1974),  Kamp-Lintfort (seit 1976), Dinslaken (seit 1982), Moers (seit 1985), Voerde (seit 1985) und Remscheid (seit 2005).

## Auszeichnungen und Engagement
Das Modellprojekt „Mo.Ki – Monheim für Kinder“ wurde im Jahr 2004 mit dem Deutschen Präventionspreis ausgezeichnet.
Im Mai 2019 unterzeichnet der Bezirksverband die Charta der Vielfalt.
Seit der Hochwasserkatastrophe im Juli 2021 ist der BZV Niederrhein auch in der Katastrophenhilfe tätig und unterstützt aus Spendenmitteln des Bündnis Aktion Deutschland Hilft Hochwasserbetroffene finanziell bei der Schadensregulierung.
Am 12. Oktober 2021 hat sich der Verband der Initiative Transparente Zivilgesellschaft angeschlossen.
Das Mo.Ki-Patenschaftsmodell des Bezirksverbandes wurde im Jahr 2023 mit dem AWO-eigenen Lotte-Lemke-Engagementpreis in der Kategorie „Engagement fördert Innovation“ prämiert.